# Ido Vunderink (1955)
Ido Pieter Vunderink (15 juli 1955) is een Nederlands kunstschilder. Hij is een neef van Ido Vunderink (1935-2021). 
Hij werd opgeleid aan de Gerrit Rietveld Academie, waar hij afstudeerde aan de afdeling Grafische Vormgeving. Het werk van Vunderink wordt geometrisch abstract genoemd.

## Seymour Likely
Tussen 1988 en 1994 was Vunderink een van de kunstenaars van Seymour Likely. Dit was een door een kunstenaarsgroep bedachte naam van een fictieve Amerikaanse artiest. De andere deelnemers van de groep waren Aldert Mantje (1954) en Ronald Hooft (1962). Seymour Likely was sponsor van een niet bestaande basketbalploeg en propageerde nepfilms met de leden van het collectief in de hoofdrollen.  De kunstenaars wilden de corruptieve werking laten zien van kunst en geld door het maken van kunstbankbiljetten, kunstkopieën en het bedenken van fictieve gebeurtenissen.
Voorbeelden van het werk van Seymour Likely zijn:
- The Unexpected Return of Blinky Palermo from the Tropics, een installatie van 77 biggetjes die verwachtingsvol naar een schoolbord staren (als reactie op hoe het publiek naar Duitse kunstgoeroe Joseph Beuys keek), 1989, gemengde technieken, afmetingen afhankelijk van locatie, Stedelijk Museum Amsterdam.
- Een kerststal, ingericht als Palestijnse garage waarin Jozef en Maria waren gestrand met een defecte Peugeot 504.

## Exposities
Zijn werk hing onder andere in de KunstRai, bij Arti et Amicitiae, in het Centraal Museum, in de Vleeshal te Middelburg en in het Stedelijk Museum Schiedam. Vanaf 1982 exposeerde hij zijn werk in Nederlandse en buitenlandse galeries en musea in Tokio, Kyoto en Keulen. Daarnaast werd zijn werk gepresenteerd door Amsterdamse galeries, maar ook in Keulen, Dusseldorf, Darmstadt, Brussel, Knokke en Rome. Werk van Vunderink werd onder andere aangekocht door het Neuberger Museum in New York.

## Ander werk
Naast schilderijen en textieldessins maakte Vunderink ook ontwerpen voor toneeldecors, wedstrijdkleding en drukwerk. Zo maakte hij het omslagontwerp voor een kunstbijlage bij Het Parool over het Holland Festival.